# Земные девушки легко доступны
«Земные девушки легко доступны» (англ. Earth Girls Are Easy; другое название — «С земными девушками всё легко и просто») — научно-фантастическая комедия режиссёра Джульена Темпла. Главные роли сыграли Джина Дэвис и Джефф Голдблюм.
В основу сюжета легла одноимённая песня певицы Джули Браун, ставшей соавтором сценария. Картина рассказывает о посещении Земли тремя инопланетянами и романтических чувствах, возникших между лидером пришельцев Маком и земной девушкой Валери. У фильма была сложная история производства, несколько переработок сценария, смена исполнительницы главной роли, пересъемка на постпроизводстве. Работа над комедией началась в 1983 году, съёмки прошли в 1987-м. Премьерный показ состоялся на кинофестивале в Торонто 9 сентября 1988 года. В прокат она вышла после разбирательств с несколькими правообладателями в 1989 году.
Картина провалилась в прокате, хотя после выхода на видео стала заметным явлением кинематографа 1980-х и своеобразной визитной карточкой стиля эпохи. Критики дали комедии противоречивые, но в целом положительные отзывы, отметив прежде всего визуальный стиль, актёрскую игру и пародийное начало в сюжете. Негативных оценок заслужили сюжет и диалоги. Номинация на премию «Золотая малина».

## Сюжет
У молодой жительницы Калифорнии маникюрши Валери Гейл проблемы в личной жизни — она уличила своего парня Теда Галлахера в измене и прогнала его. В расстройстве она разгромила дом и уничтожила вещи Теда. Тем временем в космосе летит корабль с планеты Джазала. Команда давно в пути и страдает от отсутствия контактов с противоположным полом. У инопланетян шерстяной покров и два сердца. Поймав телевизионный сигнал с Земли, члены команды оказываются привлечены необычными «безволосыми» женщинами и, в результате инцидента, совершают аварийную посадку. Космический корабль с тремя разноцветными инопланетянами — синим, красным и жёлтым падает в бассейн Валери. Найдя общий язык с хозяйкой бассейна, они открывают для себя земную действительность. Для облегчения контакта, Валери знакомит гостей с хозяйкой салона красоты «Curl Up and Dye» Кэнди и та делает им депиляцию. Оказывается, что они выглядят, как вполне привлекательные молодые люди. Гости Земли быстро осваивают английский язык по телевизионной рекламе. Мак, Уиплок и Зибо с Валери и Кэнди приезжают в ночной клуб и впечатляют посетительниц своим эксцентричным поведением.
Валери со своими новыми друзьями возвращается ночью домой и встречает там Теда, который решил помириться. Тед, обнаружив в доме разгром, вызвал полицию. Валери, не придумав ничего умней, представляет ему друзей, как рок-группу, возможность провести уикенд с которой она выиграла на конкурсе MTV. Тед пытается выпроводить инопланетян, но его задерживают полицейские за применение силы. Валери расстроена окончательным разрывом и Мак пытается утешить её. Валери сомневается, что они совместимы анатомически, но, оказывается, всё в порядке. Дело заканчивается постелью и сексом. Ночью Валери снится кошмарный сон о нападении пришельцев на Землю.
На следующий день друг Валери серфингист Вуди помогает спустить воду из бассейна и обеспечить доступ к космическому кораблю для ремонта. Уиплок и Зибо, возбужденные рассказом Вуди о море, направляются на пляж. По дороге они заезжают на заправку. В результате недоразумения персонал заправки решает, что их собираются ограбить, и пришельцев задерживает полиция. Из-за неадекватного поведения пришельцев везут в местный госпиталь на освидетельствование. Они оказываются на приёме именно у доктора Теда Галлахера, работающего в госпитале. Он обнаруживает, что у существ два сердца и предвкушает феноменальное научное открытие.
Валери понимает, что пришельцев нужно спасать. Она бежит от полиции и, вместе с Маком, проникает в госпиталь. Они переодеваются в доктора и медсестру и освобождают пришельцев. Тед и Валери мирятся и решают отправиться в Лас-Вегас на помолвку. Перед отлетом пришельцев Валери приходит проводить их и, в последний момент, решает остаться с Маком. Они улетают с Земли вместе.

## В ролях
- Джефф Голдблюм — Мак (синий)
- Джина Дэвис — Валери Гейл
- Джим Керри — Уиплок (красный)
- Дэймон Уэйанс — Зибо (жёлтый)
- Недра Волц — Лана
- Майкл Маккин — Вуди
- Чарльз Рокет — доктор Тед Галлахер
- Джули Браун — Кэнди
- Ларри Линвилл — Боб
- Стейси Трэвис — Тэмми
- Анджелин — женщина с заправки

## Съёмочная группа
- Режиссёр: Джулиан Темпл
- Продюсеры: Тони Гарнетт, Дункан Хендерсон, Терренс МакНэлли
- Сценаристы: Джули Браун, Чарли Коффи, Терренс МакНэлли
- Композиторы: Рэй Колкорд, Найл Роджерс
- Оператор: Оливер Стейплтон

## Сценарий и подготовка к производству
История картины началась в 1983 году, после выпуска дебютного сингла стендап-комика и певицы Джули Браун «I Like 'em Big and Stupid». Композиция стала хитом и принесла известность исполнительнице. В 1984 году Джули пригласил на прослушивание в Warner Brothers продюсер Тони Гарнетт и обсудил с ней идеи сюжетов новых фильмов. У певицы к тому времени уже был богатый опыт появления в сериалах и телевизионных шоу. Джули предложила песню «Earth Girls Are Easy» из недавно вышедшего на лейбле Rhino Records EP-альбома Goddess in Progress (en). Текст поп-композиции был o посещении нашей планеты инопланетянами, и сексуальной связи с земными женщинами. К удивлению певицы, представитель кинокомпании немедленно подтвердил возможность написания сценария и съёмок. Песня стала основой сценария будущей музыкальной комедии с научно-фантастическим сюжетом. В октябре 1985 года кинокомпания выкупила контракт певицы у лейбла и подписала для создания сценария творческую команду Браун: Терренса Макнейли и Чарли Коффи. Фильм должен был выйти в прокат в 1986 году и на главную роль планировалась сама Джули.
Дальнейшая судьба картины оказалась сложной. Джули неожиданно оказалась в новой для неё роли писательницы. В первом варианте пришельцы были своеобразными «космическими дальнобойщиками». Этот вариант текста сценария не устроил студию. Браун вспоминала, что никогда не догадывалась, что написание сценария может быть такой изматывающей работой: «Это был чёртов кошмар … два года работы и постоянное „еще одно последнее изменение“». Всего сценарий переписывали 12 раз. Также во время работы над фильмом Джули пережила развод. В последний момент продюсеры картины переиграли первоначальный замысел и решили пригласить на главную роль другую известную актрису. В качестве режиссёра Гарнет решил привлечь британца Джульена Темпла. Он полагал, что иностранец сможет лучше передать главную особенность фильма — взгляд на Америку и Калифорнию из глаз пришельцев. Темпл был известен по ряду авангардных музыкальных фильмов и клипов, сотрудничеству с Sex Pistols и Rolling Stones. Однако, последняя работа Темпла, высокобюджетная, по британским меркам, картина «Абсолютные новички» (1986), провалилась в прокате, как раз, когда начиналось предпроизводство «Земных девушек …». Предложения о роли отвергли Мадонна и Молли Рингуолд. Дальнейшая судьба картины оказалась под вопросом.
Главного персонажа Валери согласилась сыграть Джина Дэвис, которая тогда находилась в статусе подающей надежды. Ведущая мужская роль досталась Джеффу Голдблюму, с которым у актрисы тогда был роман. Джефф и Джина поженились в ноябре 1987 года. Браун осталось только смириться с выбором кинокомпании. Однако она воспользовалась контрактом, который позволял ей изменить сценарий. Персонажа второго плана, владельца модного салона, который был мужчиной, она переписала под себя и так появилась Кэнди. Режиссёру не понравился такой поворот событий, и он добился того, что сценаристы картины не будут мешать производству. В результате Джули появлялась на съёмочной площадке только в своих сценах, что также её глубоко разочаровало. В силе осталась договоренность о том, что Джули исполнит вокальные номера в картине. Джули Браун вспоминала, что, впервые увидев Джину Дэвис, испытала легкий шок. Рост актрисы 183 см и она была гораздо выше Джули, что могло создать проблемы в совместных сценах.

## Съемки и прокат
Съёмки картины начались 15 августа 1987 года, в Калифорнии и продлились 12 недель. Фильм был снят на 35 мм плёнку, в технологии Panavision в соотношении кадра 2.35:1. Для натурных сцен Темпл сам объездил штат и выбрал памятные места Калифорнии. Эпизод с гигантским пончиком был запечатлён в известной закусочной Randy’s Donuts/. Эпизод с автомобилем, застрявшем в бетонном «пончике», снимался без спецэффектов. Автомобиль пришлось поднять наверх и закрепить при помощи автокрана. Магистраль была закрыта для движения на два дня. В «роли» ночного клуба Deca Dance в кадре появилась Обсерватория Гриффита. На веранде обсерватории был установлен рояль и на нём, на фоне ночного Лос-Анджелеса, играл Мак, пытаясь произвести впечатление на Валери. Сцены около госпиталя сняты в Olive View-UCLA Medical Center.
Роль второго плана получила в картине модель и певица Анджелин. Биллборды с её сексуальным обликом были развешаны по всему городу и модель стала своеобразным символом Лос-Анджелеса. Темпл полагал, что это некий вымышленный персонаж, но оказалось что она реальна и согласилась на камео-роль. В сцене на бензоколонке она появилась в своём розовом Chevrolet Corvette, ставшем частью её образа Сцены в парикмахерской и доме Валери запечатлели в павильонах S&G Global Studios в Силвер-Лейк. Наряды Валери, Кэнди и девушек массовки создала художник по костюмам Линда Басс. Образ разноцветных шерстяных пришельцев создал художник Боб Кларк. Хореографические номера поставила Сара Элгарт. Джули Браун и Чарльз Коффи написали три новых песни для фильма, которые исполнила Браун.
Картина была запланирована к выходу в прокат 10 июня 1988 года. Продюсеров не устроил режиссёрский монтаж и её вернули на доработку. Картина была перемонтирована и затем произошла пересъёмка нескольких сцен. Warner Brothers в конце 1987 года отказалась от проекта и судьба фильма оказалась под угрозой. Права на картину приобрела продюсерская компания De Laurentiis Entertainment Group (DEG). Им удалось найти инвестора в лице Crédit Lyonnais, который вложил $7,5 млн. Ещё $3,5 млн вложила Columbia Pictures
В январе 1988 года новый правообладатель — продюсерская компания DEG — сообщил о банкротстве и распродаже активов. Выход фильма в прокат задержался. 8 сентября состоялся премьерный показ картины на фестивале в Торонто. 12 сентября 1988 года Vestron Pictures сообщила о приобретении прав на внутриамериканский прокат «Земных девушек …». Права на международный прокат приобрела Odyssey Distributors. Получив в США рейтинг PG, в широкий прокат комедия вышла лишь в следующем году, 2 мая 1989 года, после решения всех вопросов легализации. 9 мая в рамках рекламной кампании вышел саундтрек.
Картина получила в целом позитивные отзывы критиков, но осталась кассовым провалом, собрав около $4 млн. Всего через две недели после выхода на экраны её сняли с проката из-за низких сборов. Тем не менее, в дальнейшем, картина добилась хороших показателей в прокате на носителях VHS.

## Критика
Картина получила противоречивую, хотя преимущественно положительную оценку. Как сказал о ней Дэвид Денби: «самая милая из плохих картин этого года». Критики нашли картину поверхностной, шутки назвали банальными. Сюжет не блещет остроумием, а зритель обращает внимание скорее на обёртку, чем суть: легкие музыкальные номера, яркую «карамельную» палитру в кадре и привлекательных исполнителей. Роджер Эберт поставил картине высшую оценку, отметив живую визуальную манеру режиссёра Темпла, энергию, которая не проседает до самой концовки. Майкл Уилмингтон (LA Times) заметил, что режиссёр явно получал удовольствие, передавая во всех красках удивительную для иностранца жизнь в Калифорнии. Достаточно интересно решение некоторых эпизодов, когда действительность преподнесена преломлённой через восприятие инопланетянами. При всём этом в картине нет сколько-нибудь впечатляющих специальных эффектов и некоторые сцены сняты намеренно в примитивном ключе.
Актёрский ансамбль помогает воспринять картину, как нечто целостное. Роман между ведущими актёрами Джиной Дэвис и Джефом Голдблюмом был тогда на высшей точке и их естественное влечение друг к другу добавило свежести картине. Роли второго плана Джима Кэрри и Деймона Уэйнса заслужили положительных отзывов. Герои обыгрывают незамысловатые гэги, высмеивающие образ жизни жителей Долины, понятные, впрочем, посвященным. Удачной нашли роль второго плана серфера Вуди Майкла Маккина.
Если визуально картина оказалась достаточно выигрышной, комедийное начало и уровень диалогов критики оценили как очень слабые, словно позаимствованные из рекламных роликов. Хэл Хинсон (Washington Post) сравнил картину с дешёвым шампанским: «вкус паршивый, но пузырьки в нос бьют». Майкл Уилмингтон (LA Times) назвал картину «апофеозом гламура» сравнив её юмор с фальшивой женской грудью. Квинтэссенцией картины можно считать строку из песни: «Я — блондинка, мне не нужно думать». Режиссёр Джульен Темпл выжал из сценария больше, чем фильм того заслуживал. Карин Джеймс (NY Times) отметила бредовую завязку, «хромой» сюжет и спорную попытку сатирически обыграть образ жизни американцев.

На самом тупом уровне: картина о трёх покрытых мехом пришельцах: красном, жёлтом и синем; упавших в бассейн Джины Дэвис. При более серьёзном взгляде картина о ностальгическом шансе бэби-бумеров убежать в игрушечно-телевизионное детство. Картина Темпла вдохновлена Джетсонами, картинами о летающих тарелках и голливудскими мюзиклами. Очаровательно спонтанная и крайне неровная она показывает, что творчество Темпла берёт начало в музыкальных видео.
Оригинальный текст (англ.)
On its silliest level, Earth Girls Are Easy is about three life-sized, fur-covered creatures - one red, one blue, one yellow - whose spaceship crashes into Geena Davis's swimming pool. On a slightly less goofy level, it is a nostalgic chance for baby boomers to escape to the toy-and-television culture of their childhoods. Julien Temple's film is inspired by the Jetsons, flying-saucer movies and old Hollywood musicals seen on television. It is a joyfully chaotic and wildly uneven work that shows Mr. Temple's roots in music videos.
— Карин Джеймс 
В картине три танцевальных сцены, снятых, как три самостоятельных клипа. «A Brand New Girl», «Cause I’m Blonde», «Frankie and Annette Beach Party». Музыкальные номера Джули Браун снятые в развлекательном стиле MTV или «La-La-Land style» заслужили в целом позитивную оценку. Танцевальные сцены и песни созданы как реминисценция и пародия на мюзиклы Золотого века Голливуда, перенесенные в 1980-е

## Стиль и влияние
В творчестве Темпла заметно влияние режиссёра, чьи картины он относил к своим любимым — Фрэнка Ташлина (en) и картин эпохи до Нового Голливуда. В сцене в ночном клубе, Мак играющий на рояле, пародирует схожую сцену из «Чокнутого профессора», в исполнении Джерри Льюиса. Стиль Ташлина: вульгарный сценарий, длинные планы, перенасыщенные цвета, характерные для CinemaScope 1950-х, поп-музыка в качестве саундтрека — узнаваем в творчестве Темпла. Менее заметные приёмы позаимствованные у Ташлина: постмодернистский подход в кинематографе 1980-х. Отдельные стилистические элементы были позаимствованы и у представителя новой французской волны Годара и художника Уорхола. Это сатира на общество потребления, псевдореклама вымышленных брендов, например «Curl Up & Dye» в названии модного салона. Отсылки к высоким технологиям в быту — например автоматизированная система для депиляции, которая использовалась для изменения облика инопланетян.
Джонатан Розенбаум заметил, что ирония и характерный сатирический взгляд позаимствованы из картин Ташлина, прежде всего «Девушка не поможет» (en). Картина решена в подчеркнуто упрощенном и китчевом ключе. Все персонажи, среди которых невозможно выделить ни положительных, ни отрицательных героев, не блещут интеллектом. На вопрос пришельцев: «Финляндия где-то здесь?», главная героиня отвечает: «Здесь Долина. А Финляндия столица Норвегии». С таким же примитивным подходом реализованы и специальные эффекты, дизайн космического корабля пришельцев, напоминающего надувную игрушку. Схожее начало было в картине «Исследователи» (en) Джоя Данте. В сюжете заметно влияние «Магазинчика ужасов», работ Джона Уотерса и фильмов о летающих тарелках 1950-х.
Название картины обещает уделить пристальное внимание сексу, однако картина достаточно невинна, как отметил критик Натан Рабин. Пришельцы изображены карикатурно сексуально озабоченными, но картина вовсе не перегружена откровенными сценами. В визуальном плане эротична и гламурна сама среда, окружение героев. Критики обратили внимание на камео-роль Анджелин, известной тогда медиа-персоны, чьи портреты на рекламных плакатах можно было встретить в середине 1980-х по всей Калифорнии. Придав ей чрезмерно и вульгарно сексуальный вид, в точности, как на плакатах, создатели иронически обыграли сексуальные стереотипы.

Если в картине и есть сатирическое преувеличение и барочное нагромождение деталей, то только чтобы отобразить в наилучшем свете любимые детали. Отталкиваясь от музыкального сопровождения озорной Джули Браун, написавшей три оригинальных номера, Темпл создаёт переливающуюся, эротическую атмосферу, в которой оживает даже мебель.
Оригинальный текст (англ.)
If there`s a satiric thrust in his exaggerated decor and baroque accumulation of detail, it`s only to bring out more of what he loves, to make his playground perfect. Bouncing off the fine musical score, which includes three original numbers by the pixie-ish Brown, Temple creates a shimmering, eroticized environment, where even the furniture seems to burst with life
— Дейв Керр (Chicago Tribune) 

## Значение
Со временем, после выхода на VHS, фильм приобрёл культовый статус, как визитная карточка 1980-х. Комедия стала носителем визуального стиля, костюмов и причёсок того культурного периода в жизни США. В 1999 году создатели картины Джули Браун и Чарли Коффи с подачи одного из фанатов картины написали либретто и начали постановку одноимённого мюзикла по мотивам фильма, но до сцены он не дошёл.
Картина оказалась единственной работой Джульена Темпла в США. Свою карьеру он продолжил в Великобритании, в основном в музыкальном видео. Лента, вышедшая в 1989 году, стала прорывом Джины Дэвис к высокому статусу в Голливуде, в этом же году они получила «Оскар» за роль в картине «Турист поневоле». Дэвис и Голдблюм сыграли вместе экранную пару в трёх фильмах, но после «Земных девушек …» и развода больше не работали вместе. Фильм способствовал развитию карьеры Джима Кэрри, который получил благосклонные отзывы критиков на его работу.
Фильм оказал влияние на киноиндустрию, на более поздние киноленты в стиле 1980-х. В картине «Пришельцы на чердаке» 2009 года сходная визуальная сторона и завязка сюжета. Клип Pretty Girls на композицию Бритни Спирс и Игги Азалии использует визуальную стилистику картины.

## Премии и номинации
- Номинация. Золотая малина — Анджелин, худшая актриса второго плана.
- Номинация. Film Independent Spirit Awards.

Данные по информации сайта IMDB

## Комментарии
1. ↑  закусочная появлялась в «Железном человеке 2», Крокодиле Данди и других фильмах.